# Bentley Common
Bentley Common – wieś w Anglii, w hrabstwie Warwickshire. Leży 32 km na północ od miasta Warwick i 154 km na północny zachód od Londynu.